# Mohamed Cheikh Biadillah
Mohamed Cheikh Biadillah est un médecin interniste (option gastro-entérologie), professeur chercheur à la faculté de médecine et de pharmacie de Casablanca, Université Mohammed V et homme politique marocain sahraoui né à Smara en 1949.  Il a été ministre de la Santé dans le Gouvernement Driss Jettou.

## Parcours
Son père nationaliste, accepte de l'envoyer, avec un contingent  d'enfants de résistant à la suite de l'opération Écouvillon (opération militaire combinée franco-espagnole de 1958) pour étudier au nord du Maroc. 
Il est inscrit à l'école Mohammed 5 avec le reste de ses compagnons et logés à la fameuse Dar Touzani pendant uniquement deux ans à cause des événements au Sud. Il passe ensuite une année scolaire à Guelmim puis deux ans à Tindouf chez son oncle Feu le colonel major Habouha qui devient son tuteur et protecteur pour la fin de ses études. Il accompagne son oncle lorsque ce dernier milite pour que Tindouf réintègre le Maroc comme prévu. Ce moment marque la fin du cycle de sa scolarité primaire. Orienté pour aller au lycée à Oran, il s'inscrit finalement à Bouizakarne où son oncle prend en charge sa scolarité. Deux ans plus tard, il obtient une bourse et s'inscrit au fameux Lycée Youssef Ben Tachfine à Agadir puis il termine ses études secondaires au prestigieux Lycée Moulay Youssef à Rabat où il obtient le baccalauréat en Sciences expérimentales qui lui ouvre la porte de la Faculté de médecine. Il s'y inscrit à Rabat et y achève ses études de médecine et y exerce une année en tant que faisant fonction d'interne notamment en ORL au service de Feu  Professeur Messouak puis en Neurochirurgie au service de feu Professeur Hermo Jamil avant de réussir le concours d'internat à Casablanca (février 1977) et rejoindre le CHU Ibnou Rochd où il exercera différentes fonctions entre 1977 et 1992.
Il commence à exercer professionnellement la médecine en 1977. Le 20 août 1992, Hassan II le nomme gouverneur de la Préfecture de Salé. Il est élu à deux reprises au parlement marocain ou il est élu à la tête de diverses commissions, des Affaires étrangères à l'Équipement. En 1998, il est nommé wali de la région de Safi. Le 7 novembre 2002, il est nommé ministre de la Santé dans le Gouvernement Driss Jettou. Le 8 août 2008, Il devient Chargé des affaires générales du Parti Authenticité et Modernité, issu du mouvement initié par Fouad Ali El Himma (le mouvement des démocrates). Le 22 février 2009 élu Secrétaire Général du PAM. Le 13 octobre 2009, il a été élu président de la Chambre des conseillers supplantant Maâti Benkaddour Rassemblement National des Indépendants (RNI) avec 140 contre 100 voix. Le 13 novembre 2009, il a été élu à la présidence de la Ligue des Conseils de la Choura, des sénats et des conseils similaires d'Afrique et du Monde arabe.

## Activités médicales
- Professeur chercheur spécialisé en gastro-entérologie et proctologie
- 1977 : interne du C.H.U Ibnou Rochd
- 1981 : maître assistant au C.H.U d’Ibnou Rochd
- 1987-1989 : professeur agrégé exerçant à la Clinique Médicale « A » au Service du Professeur Cherkaoui Abdellatif
- 1989-1992 : chef de Service de la Clinique Médicale « B » au C.H.U d’Ibnou Rochd à Casablanca

## Carrière politique
- 1977-1983 : député au Parlement, membre du bureau de la chambre et Président de la Commission des Affaires Étrangères, de la Coopération, de la Défense Nationale et Territoires Occupés de 1980 à 1984
- 1984-1992 : député de Smara et Président de la Commission d’Équipement au Parlement (Travaux Publics, Transport, Postes et Télécommunications)
- Août 1992 - Septembre 1998 : gouverneur de la Préfecture de Salé
- 1985-2001 : membre du Conseil Consultatif Royal pour les Affaires Sahariennes
- 1998-2002 : wali de la Région de Doukkala-Abda et Gouverneur de la Province de Safi
- 2002-2007 : Ministre de la santé
- 2009-2012 : Il devient secrétaire général du Parti Authenticité et Modernité.
- Le 13 octobre 2009, il a été élu président de la Chambre des conseillers supplantant Maâti Benkaddour Rassemblement national des indépendants (RNI) avec 140 contre 100 voix.
- Le 13 novembre 2009, il a été élu à la présidence de la Ligue des Conseils de la Choura, des sénats et des conseils similaires d'Afrique et du Monde arabe.
- 2014/2015: Président de l’Assemblée Parlementaire Pour la Méditerranéenne